# Corrado Farina
Corrado Farina (Turijn, 17 maart 1939 – Rome, 11 juli 2016) was een Italiaans filmregisseur, scenarioschrijver en auteur.

## Levensloop
Corrado Farina organiseerde in de jaren '50 een filmclub voor amateurs. Hij werkte ook een tijdlang als regieassistent. Zijn debuutfilm Hanno cambiato faccia won in 1971 de Gouden Luipaard op het filmfestival van Locarno. Zijn tweede film Baba Yaga (1973) werd aangepast door de filmproducent en werd niet uitgebracht in de door Farina geautoriseerde versie. Vervolgens ging Farina zich toeleggen op documentaires. Vanaf de jaren '90 schreef hij ook in totaal acht romans.

## Filmografie
- 1971: Hanno cambiato faccia
- 1973: Baba Yaga